# 발연점
발연점, 연소점, 연점은 특정 조건에 따라 기름이나 지방이 명확하게 눈에 보이는 지속적인 푸른 연기를 생성하기 시작하는 온도이다. 발연점 값은 사용된 오일의 양, 용기의 크기, 기류의 존재, 빛의 종류와 광원, 오일의 품질 및 산도 함량과 같은 요인에 따라 크게 달라질 수 있다. 유리지방산(FFA) 함량으로 알려져 있다. 기름에 FFA가 많이 포함되어 있을수록 더 빨리 분해되어 연기가 나기 시작한다. FFA 값이 낮을수록 발연점이 높아진다. 그러나 FFA 함량은 일반적으로 전체 오일의 1% 미만을 차지하므로 발연점은 열을 견딜 수 있는 지방이나 오일의 용량을 나타내는 빈약한 지표가 된다.

## 온도
기름의 발연점은 정제 수준과 관련이 있다. 많은 식용유는 표준 가정 요리 온도보다 발연점이 높다.
- 스토브 위의 팬 튀김(소테): 120 °C (248 °F)
- 튀김: 160–180 °C (320–356 °F)
- 오븐 베이킹: 평균 180 °C (356 °F)

발연점은 오일에 따라 다른 속도로 감소한다.
발연점 온도보다 상당히 높은 인화점은 발화원이 있을 때 오일의 증기가 공기 중에서 발화할 수 있는 지점이다.

## 같이 보기
- 끓는점
- 연소
- 건성유
- 인화점
- 발화점
- 자연발화온도